# 梅田みか
梅田 みか（うめだ みか、1965年2月1日 - ）は、日本の脚本家、エッセイスト。

## 来歴・人物
東京都生まれ。父はフランス文学者・劇作家の梅田晴夫。兄は経営コンサルタントの梅田望夫。
慶應義塾幼稚舎、慶應義塾中等部、慶應義塾女子高等学校を経て、慶應義塾大学文学部哲学科美学美術史学専攻を卒業。日本実業出版社に2年務めていたが退職。プランナー・久保田達也のもとでアルバイトを始めた際に知り合った本郷純二の勧めでラジオの構成作家として執筆活動に入る。1994年テレビドラマ「恋とはどんなものかしら」で脚本家デビュー。1995年に脚本を担当したドラマ『終らない夏』では、紡木たくの漫画『ホットロード』からのストーリー・登場人物の設定・セリフなどの盗用が指摘された。1998年『愛人の掟』がベストセラーとなり、以後実体験に基づいた恋愛エッセイを中心に活動。2015年、『海と真珠』で第11回酒飲み書店員大賞受賞。映画監督の落合正幸は元配偶者。娘がいる。

## 著書
- あなたが恋を見つける場所 大和書房 1992.7 のち角川文庫
- 別れの十二か月 角川書店 1993.11 のち文庫
- 半熟卵 ワニブックス 1994.11
- 愛された娘 角川書店 1996.9 のち文庫
- 恋人をみつける80の方法 有楽出版社 1997.11 のち角川文庫
- 愛人の掟 角川書店 1997.11 のち文庫
- 思いどおりの恋をする80の方法 有楽出版社 1998.11 のち角川文庫
- 愛人の掟 2 角川書店 1998.11 のち文庫
- 愛人の掟 3 角川書店 1999.11 のち文庫
- さよならが教えてくれる恋のルール 大和書房 2000.9
- 新・愛人の掟 男のコトバでわかる真実 角川書店 2001.1 「彼の本当の気持ちがわかる恋の言葉」文庫
- 恋愛AtoZ 今からはじめる恋のlesson 角川書店 2002.1 のち文庫
- 好きだから、してあげる 新恋愛体質の条件 角川書店 2002.12 「ばらいろ恋愛体質」文庫
- かならず幸せになれる恋のルール 大和書房 2003.8
- 読むだけで恋愛体質になれる本 角川書店 2005.11
- 年下恋愛 マガジンハウス 2007.5
- 恋トレ! マガジンハウス 2007.10
- 書店員の恋 マガジンハウス 2008.10 のち日経文芸文庫
- 主婦の掟 PHP研究所 2009.11

## 脚本

### テレビドラマ
- 恋とはどんなものかしら（1994）
- 半熟卵（1994）
- 終らない夏（1995）
- 世にも奇妙な物語1995年春の特別編「友子の長い朝」（1995）
- 輝きを忘れない（1997）
- ハッピーマニア（分担）（1998）
- 別れたら好きな人（分担）（1999）
- お水の花道（分担）（1999）
- 愛人の掟・あなたに逢いたくて（原作・脚本）（2000）
- もう一度キス（2000）
- よい子の味方 〜新米保育士物語〜（2003）
- 愛するために愛されたい（分担）（2003）
- あした天気になあれ。（2003）
- CAとお呼びっ!（2006）
- 美丘-君がいた日々-（2010）
- 美咲ナンバーワン!!（2011）
- ゴーストママ捜査線〜僕とママの不思議な100日〜（2012）
- 花咲舞が黙ってない（2014、2015）
- 37.5℃の涙（2015）
- 正義のセ　(2018)
- 白衣の戦士! （2019）
- カンパニー〜逆転のスワン〜（2021年）
- つまり好きって言いたいんだけど（2021年）

### 映画
- 花より男子（1995）

## 作詞
- 川野夏美「なみだ雲」（2018年）※羽衣マリコ名義[7]